# L'orquestra
L'orquestra fou un programa de ràdio emès de dilluns a divendres, de les 15 a les 16 hores, des de la temporada 1987/1988, i l'any 1992 era líder d'audiència.
El 10 de juliol de 1992, poc abans de la inauguració dels Jocs Olímpics de Barcelona, es va fer el que havia de ser el penúltim programa de la temporada abans de les vacances. A la tertúlia habitual hi participaven Josep M. Terricabras, Josep Murgades i Modest Prats, a part d'en Jordi Vendrell. Es va parlar sense embuts de les presumptes tortures de l'Operació Garzón, que havien estat ignorades per la majoria de mitjans de comunicació, excepte el Punt Diari i el Temps. En la tertúlia es va comparar l'actuació del govern amb la repressió franquista, i es va utilitzar el terme sociates.
Un membre del consell d'administració de la CCRTV proposat pel PSC,(Jordi Garcia-Soler) va demanar el tancament del programa, i amb el vistiplau del govern de CiU, es va fer de forma fulminant. Malgrat les protestes, amb manifestacions a la porta de Catalunya Ràdio, el programa no es va emetre més, i Jordi Vendrell no va tenir mai més un programa diari.
El 2004, tres anys després de la mort de Jordi Vendrell, el Tribunal Europeu dels Drets Humans d'Estrasburg va condemnar l'estat espanyol per no haver investigat de format efectiva i amb profunditat les denúncies de tortures a quinze independentistes catalans detinguts abans dels Jocs Olímpics de 1992.